# NGC 5885
NGC 5885 est une galaxie spirale intermédiaire (barrée ?) située dans la constellation de la Balance. Sa vitesse par rapport au fond diffus cosmologique est de 2 185 ± 13 km/s, ce qui correspond à une distance de Hubble de 32,3 ± 2,3 Mpc (∼105 millions d'al). NGC 5885 a été découverte par l'astronome germano-britannique William Herschel en 1784.
La classe de luminosité de NGC 5885 est III et elle présente une large raie HI. Elle renferme également des régions d'hydrogène ionisé. En raison d'une brillance de surface égale à 14,39 mag/am2, on peut qualifier NGC 5885 de galaxie à faible brillance de surface (LSB en anglais pour low surface brightness). Les galaxies LSB sont des galaxies diffuses (D) avec une brillance de surface inférieure de moins d'une magnitude à celle du ciel nocturne ambiant.
À ce jour, 11 mesures non basées sur le décalage vers le rouge (redshift) donnent une distance de 22,055 ± 5,687 Mpc (∼71,9 millions d'al), ce qui est à l'extérieur des valeurs de la distance de Hubble. Notons que c'est avec la valeur moyenne des mesures indépendantes, lorsqu'elles existent, que la base de données NASA/IPAC calcule le diamètre d'une galaxie et qu'en conséquence le diamètre de NGC 5885 pourrait être d'environ 37,5 kpc (∼122 000 al) si on utilisait la distance de Hubble pour le calculer.